# Xinhua hírügynökség

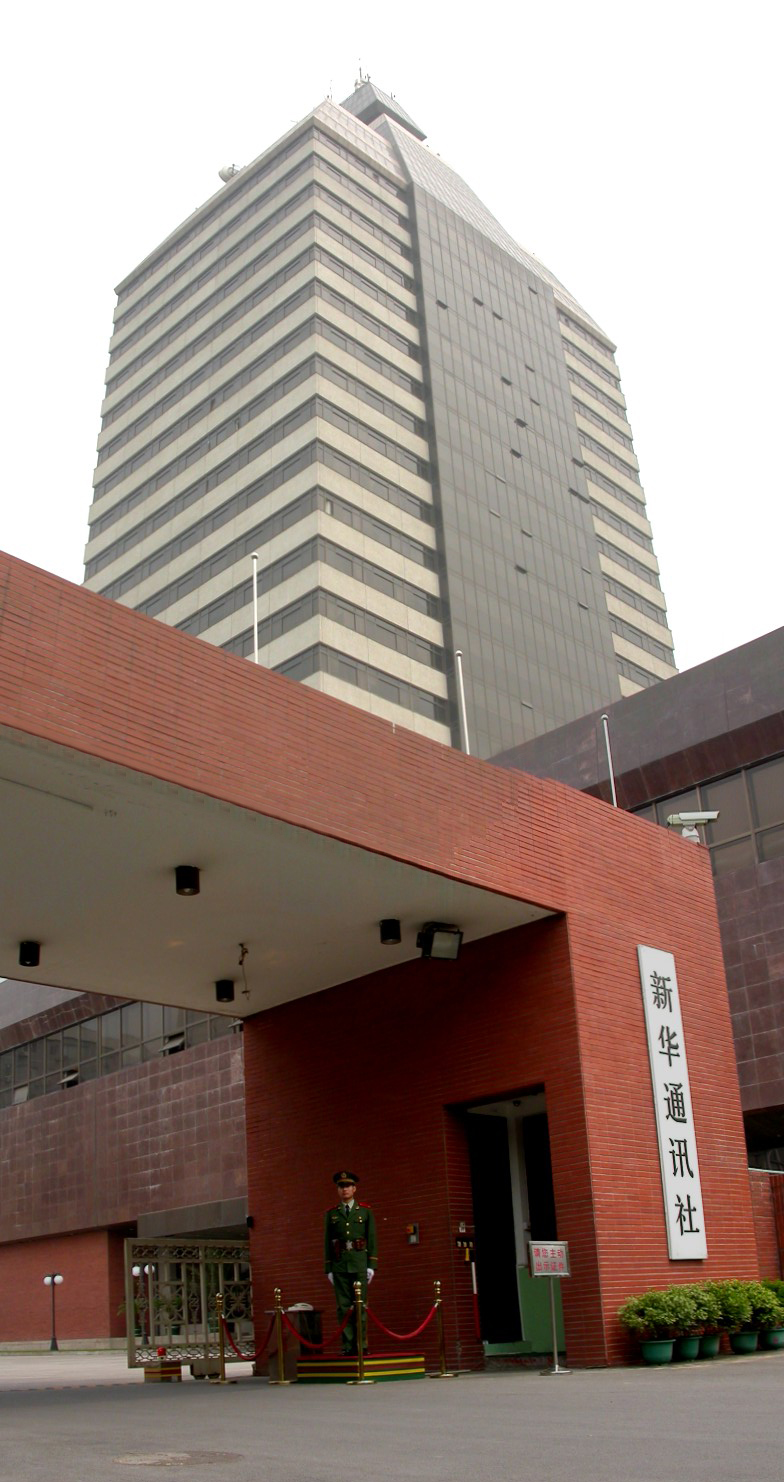
A Xinhua hírügynökség épülete Pekingben

A Xinhua hírügynökség (egyszerűsített kínai: 新华通讯社; (hagyományos kínai: 新華通訊社; pinjin: Xīnhuá tōngxùnshè) a kínai kormány hivatalos hírügynöksége és a legnagyobb információs központ, a legtöbb kínai sajtótájékoztatónak a helyszíne. Főépülete, az úgynevezett "ceruza épület" Pekingben van a Xuanwumenxi út 57. szám alatt. (Van egy másik állami hírügynökség is, a China News Service, CNS).
A Xinhua hírügynökség több mint 10 000 embert foglalkoztat, összehasonlításképpen a Reuters mindössze 1 300-at, 2009 októberi adatok szerint. Saját nemzetközi tudósító hálózattal dolgozik, a világ 107 országában működtet helyi irodát, és 31 helyi irodája van Kínában - minden tartományban egy, és egy katonai irodát is. A Xinhua hírügynökségi tevékenysége mellett több mint 20 újságot publikál, tucatnyi magazint, nyolc nyelven nyomtat a következő országok nyelvén: Kína, Anglia, Spanyolország, Franciaország, Oroszország, Portugália, Japán és arab nyelven.
1931. novemberében indult a Xinhua hírügynökség mint Vörös Kína hírügynökség, nevét 1937-ben változtatták jelenlegire.

## Közönség elérés
A Xinhua saját kiadású lapjai Kínán belül és a környező országokban több milliós olvasótábort érnek el, nemzetközi kapcsolatai révén pedig tudósításaik a világ szinte bármely nagy példányszámú lapjában előfordulnak.
A Xinhua hírügynökség ma hat nyelven közöl híreket: Kína, Anglia, Spanyolország, Franciaország, Oroszország, Japán és arab nyelven, illetve nemzetközi tudósító hálózata hírfotókat és egyéb hír anyagokat is készít. Több mint nyolcvan külföldi hírügynökséggel áll szerződésben anyagainak továbbítására. A Xinhua felel továbbá a Kínán belüli közlésre szánt anyagok kiválasztásáért és szerkesztéséért.
Az ügynökség a közelmúltban egyre nagyobb figyelmet szentel az elektronikus médiának, megnövelte angol nyelvű tudósításainak számát az ügynökségi előfizetői rendszerben és weboldalán keresztül is.
A Xinhua nemrég vásárolt egy ingatlant a New York-i Times Square-en, ahol az angol nyelvű szerkesztőség központját hozták létre. Ezen kívül a Xinhua elindította saját angol nyelvű műholdas hír szolgáltatását is.